# Amelia Tokagahahau Aliki

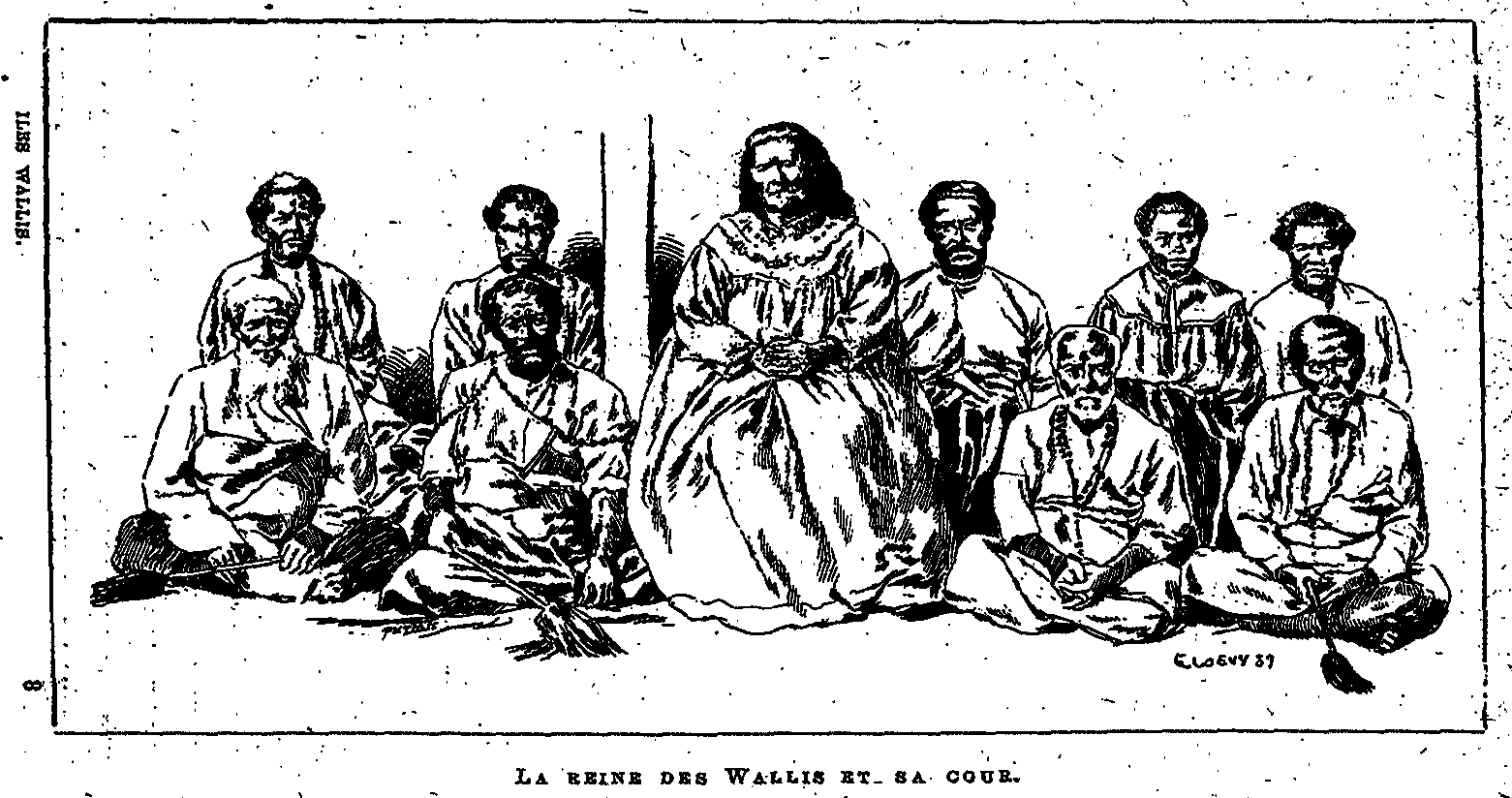
Amelia Tokagahahau Aliki med sina döttrar.

Amelia Tokagahahau Aliki, född 1845, död 10 mars 1895, var regerande drottning av Uvea (kungadöme) på Wallis- och Futunaöarna i Stilla havet från 1869 till 1895.
Amelia tillhörde Takumasivadynastin och var brorsdotter till drottning Falakika Seilala av Uvea (r. 1858-1869). 
Efter sin fasters död efterträdde hon henne som Uveas regerande monark 20 februari 1869. De tidigare monarkerna hade alla burit titeln Lavelua oavsett kön fram till att hennes faster antog titeln drottning, och Amelia följde sin fasters exempel och antog liksom denna titeln drottning. 
Hon tillträdde tronen under en kritisk period, när andra riken i Söderhavet fråntogs sin självständighet av europeiska stormakter. Frankrike hade ambitionen att lägga under sig Uvea, och såg sin chans när franska missionärer bad Frankrike om dess beskydd. Den 5 april 1887 undertecknade Amelia ett avtal där hon anslöt Uvea till protektoratet Franska Polynesien. Liksom sina kolleger Anis Tamole av Sigave och Soane Malia Musulamu av Alo gjorde hon det på villkor att Uvea fick behålla sin egen kungadynasti med fortsatt inre självstyre. Amelia konverterade till katolicismen, och uppförde ett kungapalatset och katedralen Notre-Dame de l'Assomption i huvudstaden Mata-Utu. 
Hon efterträddes vid sin död 1895 av sin äldste son Vito Lavelua I.